# Australské královské námořnictvo
Australské královské námořnictvo (Royal Australian Navy) je námořní složkou australských obranných sil. Vzniklo roku 1911 a od počátku bylo úzce spojeno s Britským královským námořnictvem. Účastnilo se řady konfliktů, například první i druhé světové války, korejské či vietnamské války.
V současnosti patří mezi největší a nejmodernější námořnictva v oblasti Pacifiku. Důležitou roli hraje též v Indickém oceánu a v mezinárodních misích. Jeho hlavní údernou silou jsou 2 vrtulníkové výsadkové lodě, 2 torpédoborce, 8 fregat a 6 konvenčních ponorek.
V rámci modernizačních programů námořnictvo zařazuje raketové torpédoborce třídy Hobart, staví dvě zásobovací lodě třídy Supply, dále přípravuje stavbu moderních fregat a oceánských hlídkových lodí.

## Historie

### Vznik

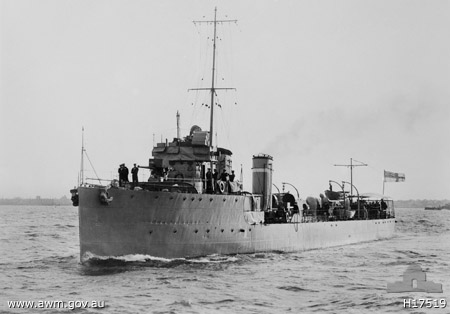
Torpédoborec Yarra

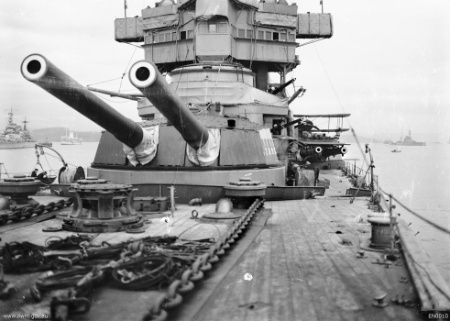
Bitevní křižník Australia

Od počátku evropské kolonizace Austrálie v roce 1788 až do poloviny 19. století se na obraně země podílely britské válečné lodě operující ze Sydney. V roce 1859 pak byla zřízena samostatná British Naval Station a až do roku 1913 v Austrálii operovala britská eskadra válečných lodí. V roce 1909 bylo rozhodnuto o zřízení čistě australských námořních sil, jejichž prvními plavidly se v následujícím roce staly torpédoborce Yarra a Parramatta. Dne 10. července 1911 král Jiří V. přejmenoval dosavadní Commonwealth Naval Forces na Australské královské námořnictvo. Námořnictvo rychle sílilo a na počátku první světové války provozovalo bitevní křižník Australia, šest lehkých křižníků, šest torpédoborců a dvě ponorky.

### Světové války
Na počátku první světové války australské válečné lodě pomáhaly s obsazením německých kolonií v oblasti a bránily domácí námořní plavbu a přístavy proti německé východoasijské eskadře viceadmirála Maximiliana von Spee. Během eskorty konvoje například australský křižník Sydney odhalil německý lehký křižník Emden, který v následné bitvě potopil. V pozdějších fázích války australské lodě operovaly na evropském válčišti, například se podílely na neúspěšné Dardanelské kampani (ovšem vždy jako integrální součást Royal Navy).
Po první světové válce nastalo výrazné snížení stavů námořnictva na pouhých pět torpédoborců a šest ponorek. Hlavní posilou se pak staly těžké křižníky Australia a Canberra, po nárůstu mezinárodního napětí ve 30. letech námořnictvo posílily ještě lehké křižníky Sydney, Perth a Hobart a několik torpédoborců. Na počátku druhé světové války (v roce 1939) tak australské námořnictvo provozovalo dva těžké křižníky, čtyři lehké křižníky, pět torpédoborců a tři šalupy.

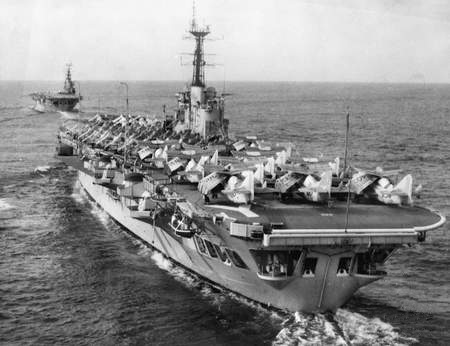
Obě australské letadlové lodě v roce 1977

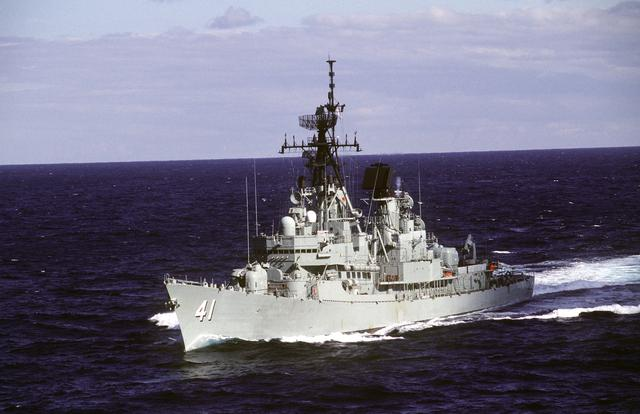
Raketový torpédoborec Brisbane třídy Perth

Za druhé světové války bylo australské námořnictvo velice aktivní, zapojilo se jak do operací v Evropě, tak zejména v Pacifiku, kam se válka rozšířila na sklonku roku 1941. Hlavním úkolem námořnictva byla obrana země, námořních tras a podpora ofenzivních operací proti Japonskému císařství. Během války se námořnictvo výrazně rozšířilo – z 5010 mužů v roce 1939 na 37 000 osob v roce 1945. Ztráty námořnictva čítaly okolo 2170 mužů. Potopeny byly těžký křižník Canberra, lehké křižníky Sydney a Petrh, torpédoborce Nestor, Vampire, Voyager a Waterhen, šalupy Parramatta a Yarra a okolo 30 dalších lodí menších kategorií.

### Studená válka
Po druhé světové válce opět nastala redukce velikosti námořnictva, to ale například získalo své první letadlové lodě – Sydney a Melbourne. Námořnictvo se přitom zapojilo do řady konfliktů studené války – například korejské a vietnamské války. Dále se účastnilo války v Perském zálivu, války v Iráku a operací na Východním Timoru.

### Současnost
Současné námořnictvo plánuje stavbu tří nových torpédoborců třídy Hobart a dvojice výsadkových dokových lodí třídy Canberra. V obou případěch byly vybrány konstrukce španělské loděnice Navantia.

## Složení

### Ponorky

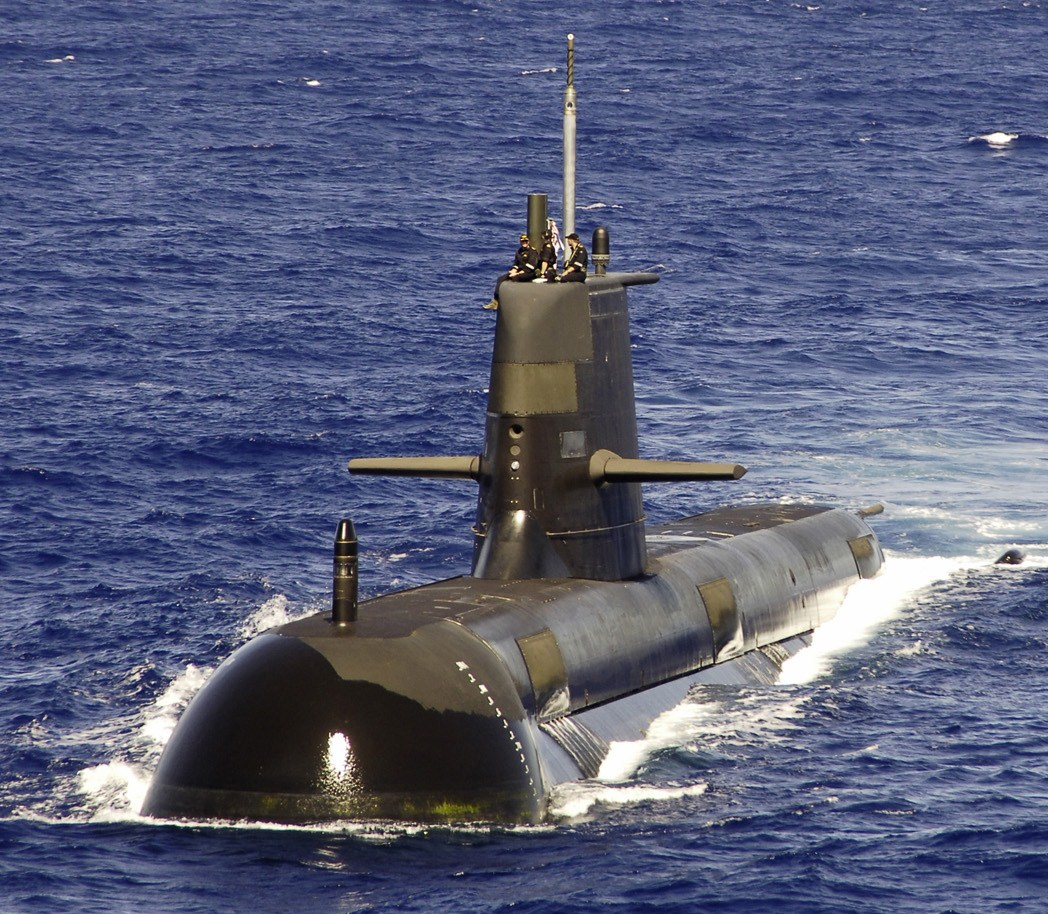
HMAS Rankin (SSG 78)

- Třída Collins – zvětšená verze švédské třídy Västergötland
  - HMAS Collins (SSG 73)
  - HMAS Farncomb (SSG 74)
  - HMAS Waller (SSG 75)
  - HMAS Dechaineux (SSG 76)
  - HMAS Sheean (SSG 77)
  - HMAS Rankin (SSG 78)

### Torpédoborce

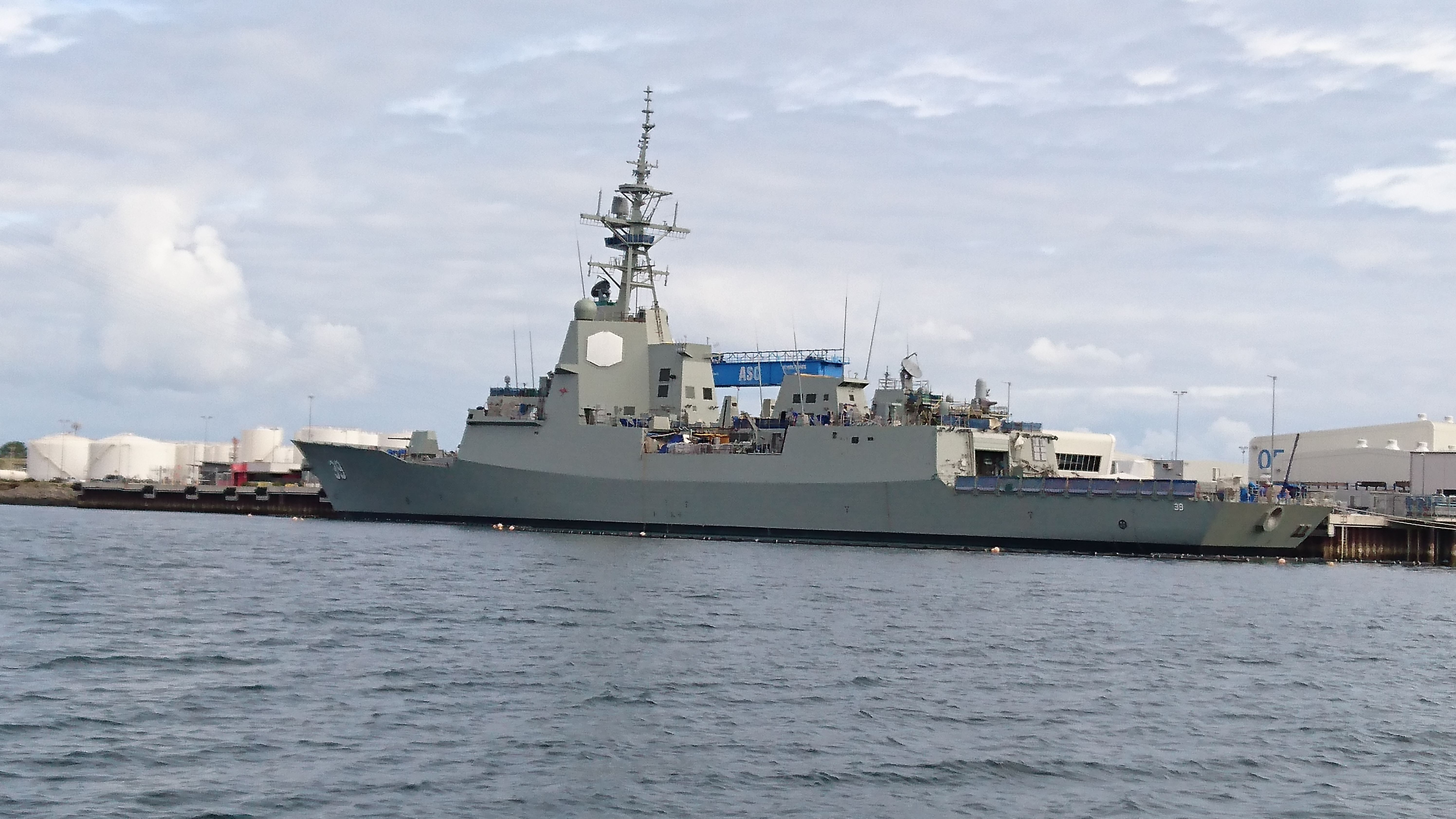
HMAS Hobart (DDG 39)

- Třída Hobart – španělská třída Álvaro de Bazán
  - HMAS Hobart (DDG 39)
  - HMAS Brisbane (DDG 41)
  - HMAS Sydney (DDG 42)

### Fregaty

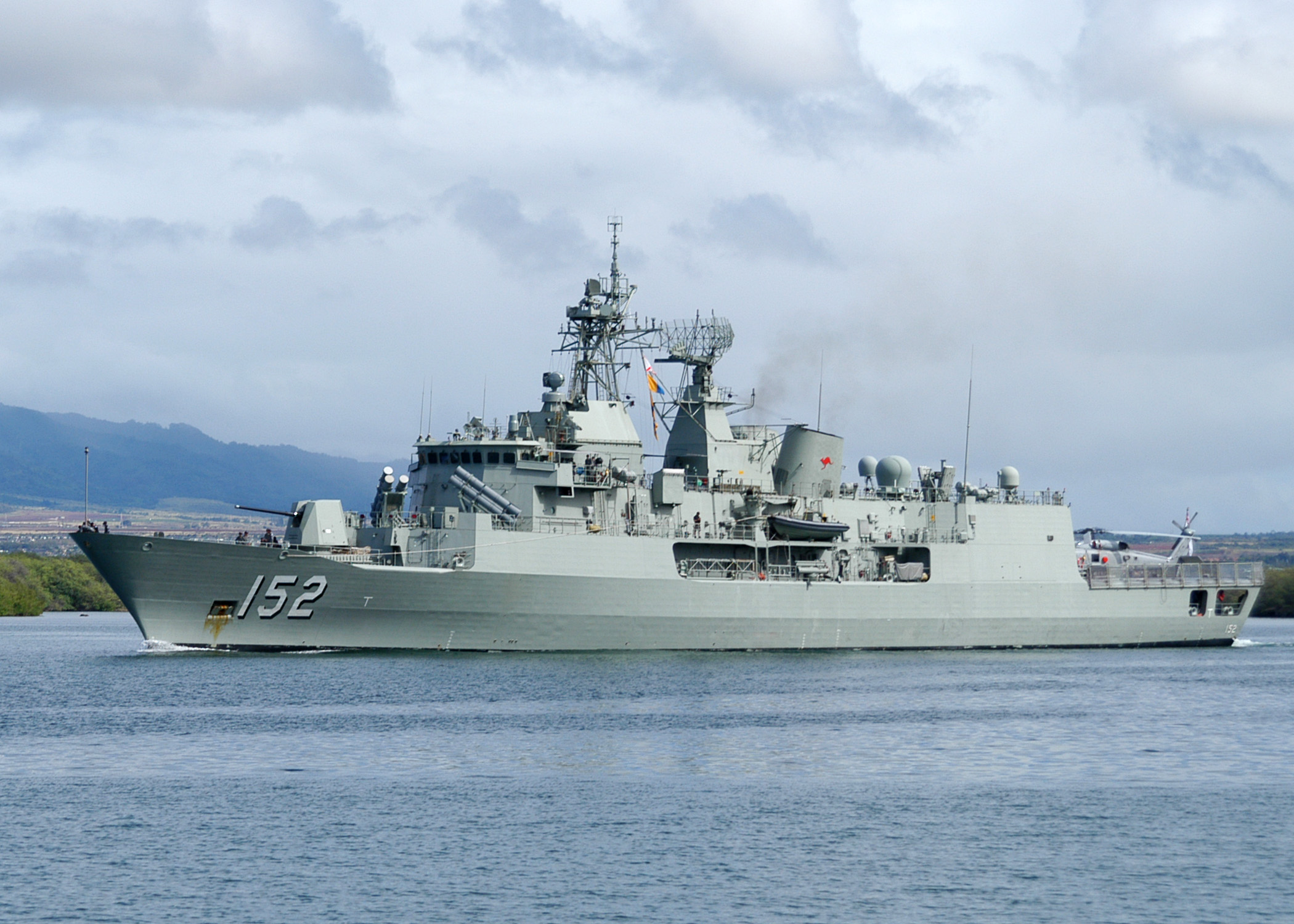
HMAS Warramunga (FFH 152) během námořního cvičení RIMPAC 2010

- Třída Anzac – německý typ MEKO 200
  - HMAS Arunta (FFH 151)
  - HMAS Warramunga (FFH 152)
  - HMAS Stuart (FFH 153)
  - HMAS Parramatta (FFH 154)
  - HMAS Ballarat (FFH 155)
  - HMAS Toowoomba (FFH 156)
  - HMAS Perth (FFH 157)

### Výsadkové lodě

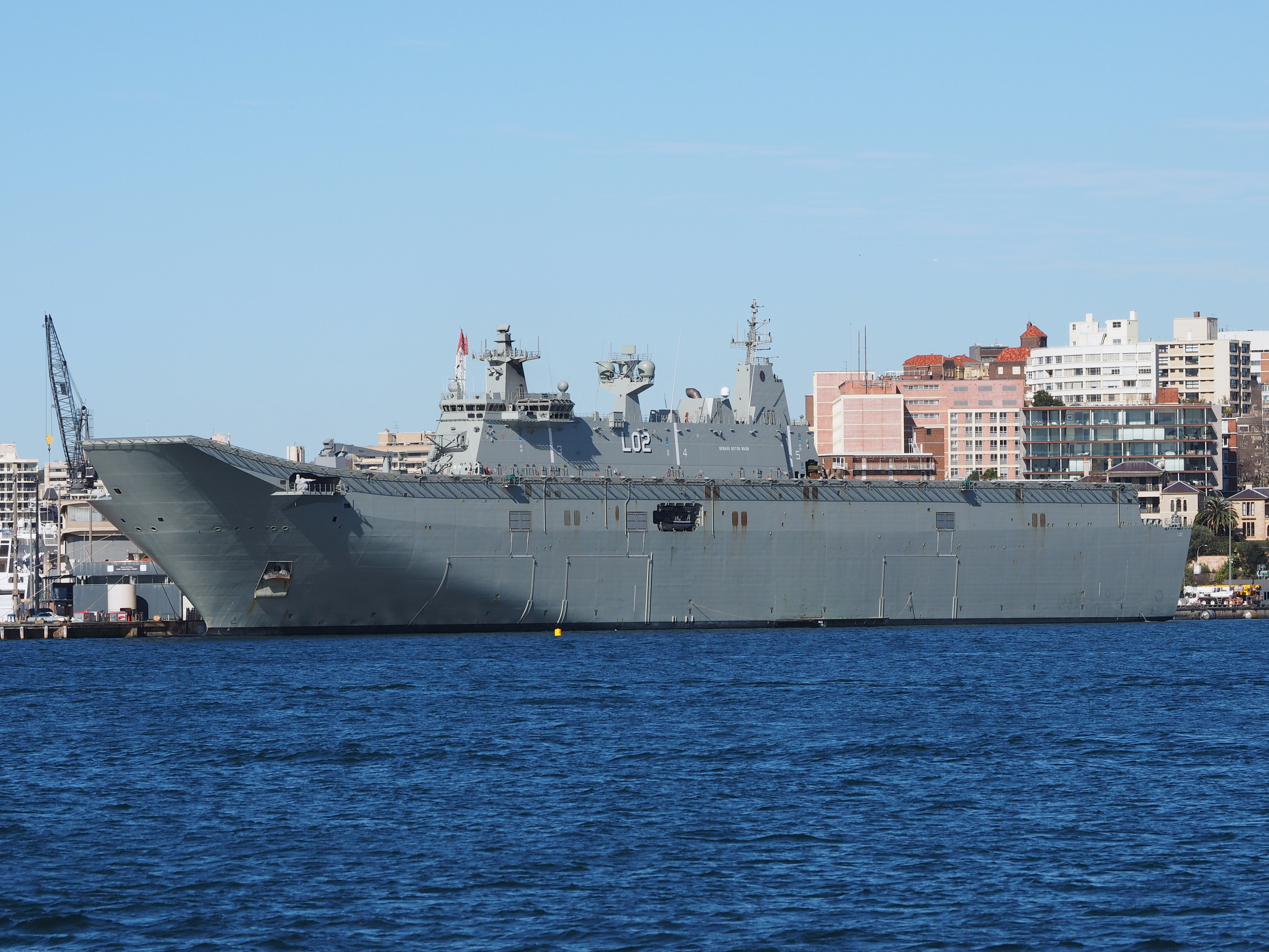
Vrtulníková výsadková loď HMAS Canberra (LHD-02)

- Třída Canberra – vrtulníková výsadková loď
  - HMAS Canberra (LHD-02)
  - HMAS Adelaide (LHD-01)

- Třída Bay
  - HMAS Choules (L100)

### Minolovky

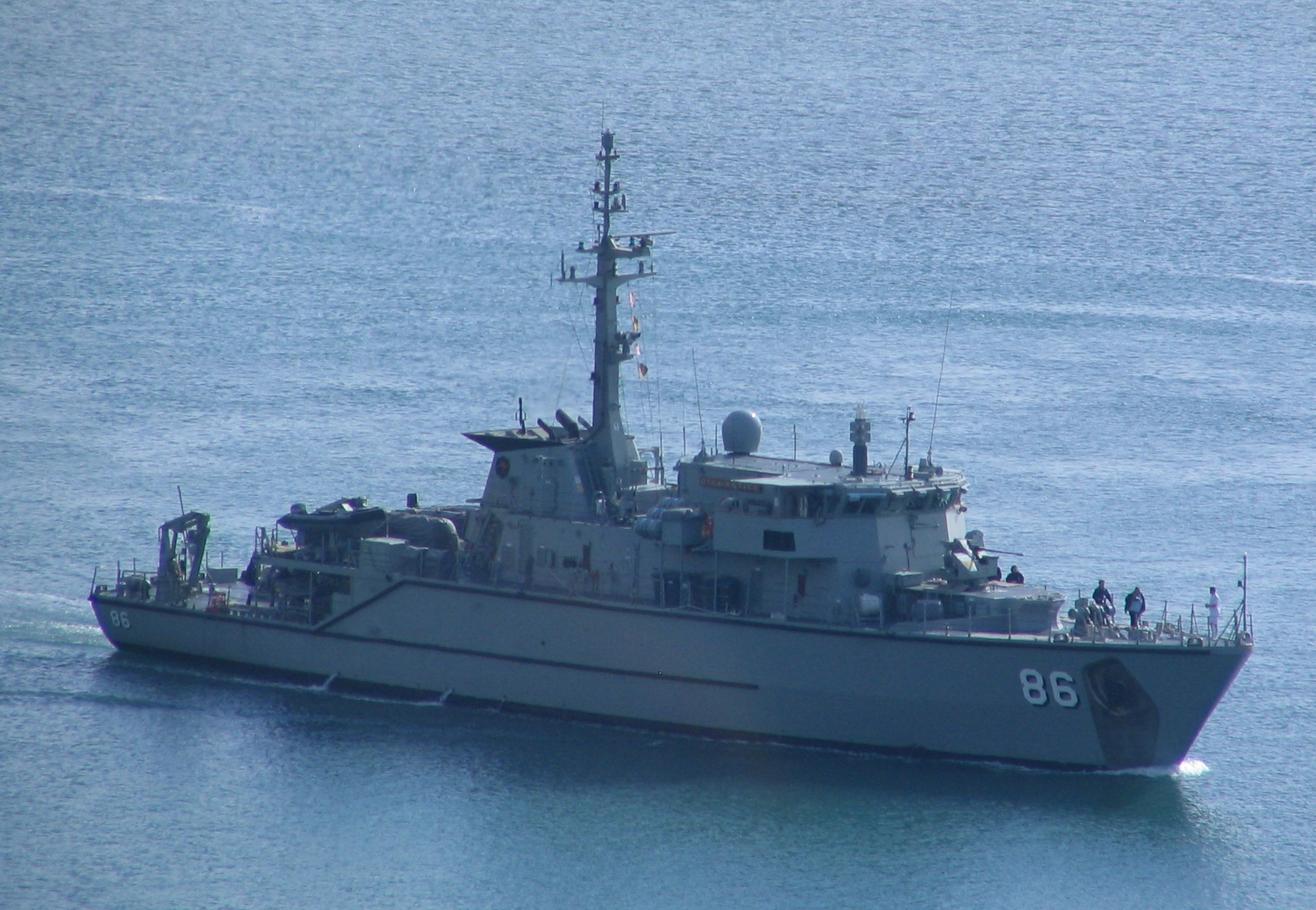
HMAS Diamantina (M 86)

- Třída Huon – italská třída Lerici
  - HMAS Gascoyne (M 85)
  - HMAS Diamantina (M 86)
  - HMAS Yarra (M 87)

### Hlídkové čluny
- Třída Arafura (1 ks)
- Třída Cape (6 ks)
- Třída Armidale (3 ks)

### Pomocné lodě
- Třída Supply
  - HMAS Supply (A195)
  - HMAS Stalwart (A304)

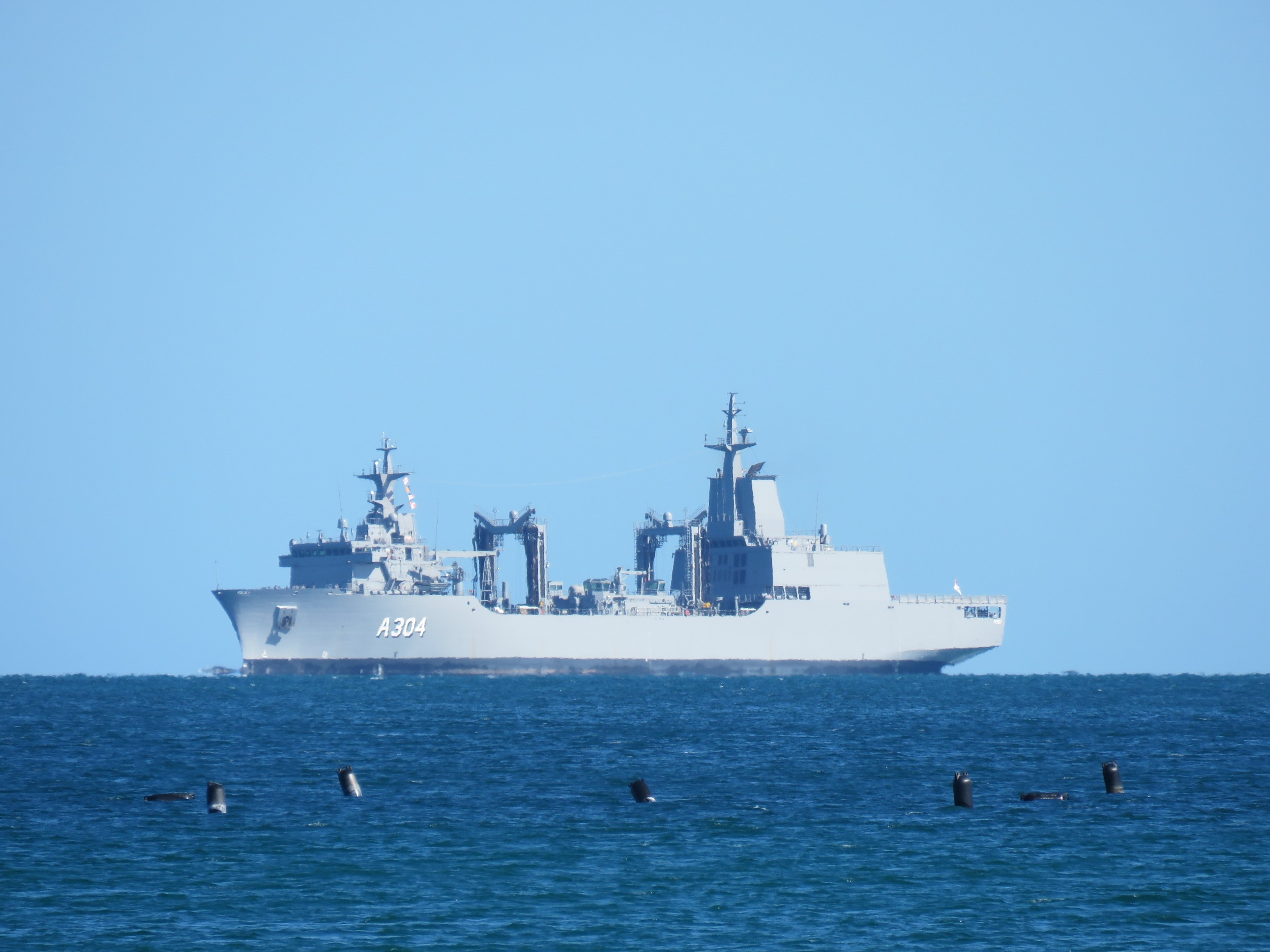
HMAS Stalwart (A304)

- Třída Leeuwin (1 ks) – výzkumná loď

- Třída Besant – záchranná loď ponorek
  - MV Besant
  - MV Stoker

- MV Sycamore – víceúčelové plavidlo pro letecký výcvik

- ADV Reliant (ex Horizon Star) – přestavěná civilní víceúčelová loď Pacific Support Vessel

- ADV Guidance (ex Normand Jarl) – přestavěné civilní plavidlo na podpůrnou loď Undersea Support Vessel

## Plánované akvizice
- Třída Virginia (3 ks + opce na 2 ks) – Jaderné ponorky mají být získány z USA v rámci paktu AUKUS. Následně mají být vyvinuty britsko-australské jaderné ponorky SSN-AUKUS.
- Třída Hunter (SEA 5000, 6 ks) – Víceúčelové fregaty.
- SEA 3000 (11 ks) – Víceúčelové fregaty doplňující ve službě třídu Hunter. Představují typ 06FFM, což je vylepšená verze japonské třídy Mogami.
- Třída Arafura (SEA 1180, 5 ks) – Oceánské hlídkové lodě.
- Landing Craft Heavy (8 ks) – Těžká vyloďovací plavidla. Preferovaným dodavatelem je nizozemská loděnice Damen Group.[2]